# Денисьев, Александр Владимирович
Алекса́ндр Влади́мирович Дени́сьев (род. 29 июля 1991, Красноярск) — российский саночник, выступающий за сборную России с 2011 года. Вице-чемпион Олимпийских игр 2014 года в эстафете (в двойке с Владиславом Антоновым), чемпион мира 2020 года в спринте, двукратный чемпион Европы, призёр чемпионатов мира и Европы. Бронзовый призёр юношеского Кубка мира, многократный призёр национального первенства. Заслуженный мастер спорта.

## Биография
Александр Денисьев родился 29 июля 1991 года в Красноярске. Активно заниматься санным спортом начал в возрасте одиннадцати лет по наставлению одноклассника и будущего своего партнёра Владислава Антонова. В 2008 году прошёл отбор в национальную сборную и вместе с Антоновым стал принимать участие в различных международных соревнованиях, показывая довольно неплохие результаты. Так, на дебютном юниорском первенстве мира в американском Лейк-Плэсиде занял одиннадцатое место в двойках и шестое со смешанной российской командой. Через год на молодёжном чемпионате мира в японском Нагано был двенадцатым на двухместных санях, зато в эстафете их команда поднялась до третьей позиции, и все участники, соответственно, получили по бронзовой медали.
В сезоне 2010/11 Денисьев впервые поучаствовал в заездах юношеского Кубка мира, причём на разных этапах трижды оказывался в числе призёров, заработав золотую, серебряную и бронзовую медали, а в общем зачёте расположился на третьей строке. На юниорском чемпионате мира в австрийском Иглсе пришёл к финишу седьмым в двойках и пятым в эстафете, в следующем году на молодёжном первенстве мира в немецком Оберхофе добрался на двухместных санях до шестого места.
Благодаря череде удачных выступлений к сезону 2011/12 Александр Денисьев сумел пробиться в основной состав сборной и дебютировал на взрослом Кубке мира. Всего в двойках провёл четыре старта, на одном из этапов финишировал двенадцатым, показав пока лучший свой результат, а после окончания соревнований разместился в мировом рейтинге сильнейших саночников на двадцать четвёртой строке. Также поучаствовал в заездах взрослого чемпионата мира, показав на трассе немецкого Альтенберга двенадцатое время, и впервые съездил на взрослый чемпионат Европы, где на домашней трассе в Парамоново был четырнадцатым.
Вместе с Владиславом Антоновым Александр является автором ряда рекордов российского санного спорта:
- 23 февраля 2019 года в Сочи они стали первыми в истории России победителями этапа Кубка мира в двойках (последний раз советские саночники Евгений Белоусов и Александр Беляков побеждали в 1987 году)[2];
- 18 января 2020 года российские саночники впервые с 1986 года выиграли золотую медаль чемпионата Европы в заездах двоек;
- 14 февраля 2020 года двойка Денисьев-Антонов выиграла первую в истории России золотую медаль чемпионата мира, первенствовав в спринте, а через день принесла сборной первую медаль (серебряную) в соревнованиях двоек.

## Награды
- Медаль ордена «За заслуги перед Отечеством» I степени (24 февраля 2014 года) — за большой вклад в развитие физической культуры и спорта, высокие спортивные достижения на XXII Олимпийских зимних играх 2014 года в городе Сочи[3][4].
- Заслуженный мастер спорта России (14 февраля 2014 года)[5].
- Медаль «За укрепление боевого содружества» (2018)[6].